# George al III-lea al Regatului Unit
George al III-lea (George William Frederick; n. 24 mai/4 iunie 1738, Norfolk House⁠(d), Anglia, Regatul Marii Britanii – d. 29 ianuarie 1820, Windsor and Maidenhead, Anglia, Regatul Unit al Marii Britanii și Irlandei) a fost rege al Regatului Unit și rege al Irlandei din 25 octombrie 1760 până la unirea acestor țări la 1 ianuarie 1801; după această dată a fost rege al Regatului Unit al Marii Britanii și al Irlandei până la moartea sa.
Concomitent a fost Duce și prinț elector de Brunswick-Lüneburg până la promovarea sa ca rege al Hanovrei la 12 octombrie 1814. A fost al treilea monarh britanic al Casei de Hanovra dar spre deosebire de precedenții săi, el s-a născut în Marea Britanie și a vorbit engleza ca limba natală. Niciodată nu a vizitat Hanovra.
Lunga domnie a regelui George al III-lea a fost marcată de o serie de conflicte militare care au implicat regatele sale, mare parte a Europei și părți din Africa, America și Asia. La începutul domniei sale, Marea Britanie a învins Franța în Războiul de șapte ani, devenind puterea dominantă europeană în America de Nord și India. Totuși, multe colonii americane au fost pierdute curând în Războiul American de Independență. O serie de războaie împotriva revoluționarilor și a Franței lui Napoleon într-o perioadă de peste 20 de ani, a dus în cele din urmă la înfrângerea lui Napoleon în 1815.
În ultima parte a vieții, George al III-lea a suferit temporar și în cele din urmă permanent de o boală mintală. S-a sugerat că a suferit de porfirie. După o recidivă finală în 1810, s-a stabilit regența și fiul cel mare al lui George al III-lea, George, Prinț de Wales, a condus ca Prinț Regent. La moartea lui George al III-lea, Prințul Regent i-a succedat tatălui său ca regele George al IV-lea.

## Primii ani

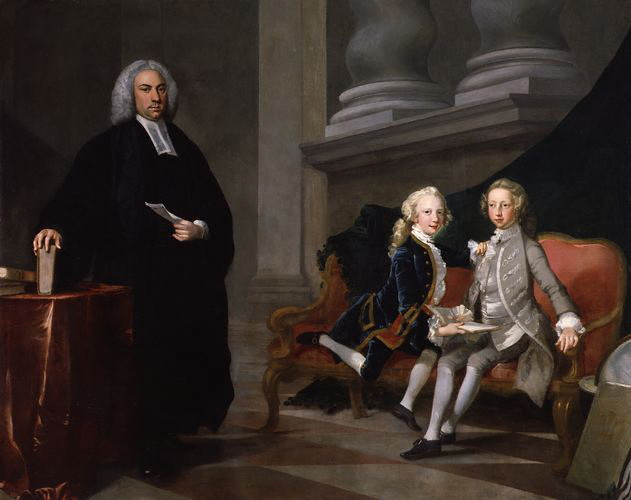
Pictură ca. 1749, care îl arată pe George (centru) împreună cu fratele său Prințul Eduard, Duce de York și Albany și cu profesorul lor, Francis Ayscough, mai târziu Decan al Catedralei Bristol.

George s-a născut la Londra la Casa Norfolk. A fost nepotul regelui George al II-lea, și fiul lui Frederic, Prinț de Wales și al Augustei de Saxa-Gotha. Cum prințul George s-a născut prematur cu două luni mai devreme și era posibil să nu supraviețuiască, a fost botezat în aceeași zi de Thomas Secker, care era atât episcop de Oxford O lună mai târziu, a fost botezat public la Casa Norfolk, tot de Secker. Nașii săi au fost: Frederic I al Suediei (reprezentat de Lordul Baltimore), unchiul său, Frederic al III-lea, Duce de Saxa-Gotha-Altenburg (reprezentat de Lordul Carnarvon) și de mătușa sa, Sophia Dorothea de Hanovra (reprezentată de Lady Charlotte Edwin).
Familia s-a mutat la Leicester Square, unde George și fratele său mai mic Prințul Eduard, Duce de York și Albany, erau educați împreună de profesori particulari. Scrisori ale familiei arată că el știa să citească și să scrie atât în engleză cât și în germană și făcea observații cu privire la evenimentele politice ale timpului, de la vârsta de opt ani.
A fost primul monarh britanic care a studiat știința sistematic. În afară de chimie și fizică, lecțiile sale au inclus: astronomie, matematică, franceză, latină, istorie, muzică, geografie, comerț, agricultură și drept constituțional, împreună cu sport și activități sociale, cum ar fi dansul și echitația. Educația sa religioasă a fost cea a Bisericii Anglicane.
Bunicul lui George, regele George al II-lea, l-a displăcut pe Prințul de Wales și a avut un interes scăzut pentru nepoții lui. Cu toate acestea, în 1751 Prințul de Wales a murit pe neașteptate de la o leziune pulmonară și George a devenit moștenitorul tronului. El a moștenit unul dintre titlurile tatălui său și a devenit Duce de Edinburgh. Acum mai interesat de nepotul său, trei săptămâni mai târziu, regele l-a numit pe George Prinț de Wales (titlul nu este dobândit automat)
În primăvara anului 1756, cum George se apropia de celebrarea a 18 ani, regele i-a oferit un sediu măreț la Palatul St James dar George a refuzat oferta, ghidat de mama sa și de confidentul ei, Lordul Bute, care mai târziu a devenit prim ministru. Mama lui George a preferat să-l păstreze pe  George acasă unde ea îl putea îmbuiba cu valorile ei morale stricte.

## Căsătoria
Când bunicul său a murit brusc la 25 octombrie 1760, cu două săptămâni înainte de a împlini 77 de ani, George i-a succedat ca regele George al III-lea. Căutările pentru o mireasă potrivită s-au intensificat. La 8 septembrie 1761, George al III-lea s-a căsătorit în capela palatului St James cu ducesa Sophie Charlotte de Mecklenburg-Strelitz. George nu-și văzuse mireasa până-n ziua nunții.
Două săptămâni mai târziu ambii au fost încoronați la Westminster Abbey. În mod remarcabil, George nu a avut nici o amantă (în contrast cu bunicul și cu fiii acestuia) iar cuplul a avut o căsnicie fericită. Împreună au avut 15 copii — 9 fii și 6 fiice. În 1762, George a achiziționat Casa Buckingham pentru refugiul familiei. Alte reședințe erau: Palatul Kew și Castelul Windsor. Palatul St. James era dedicat pentru uz oficial. Nu a călătorit excesiv și și-a petrecut întreaga viață în sudul Angliei.

## Prima parte a domniei

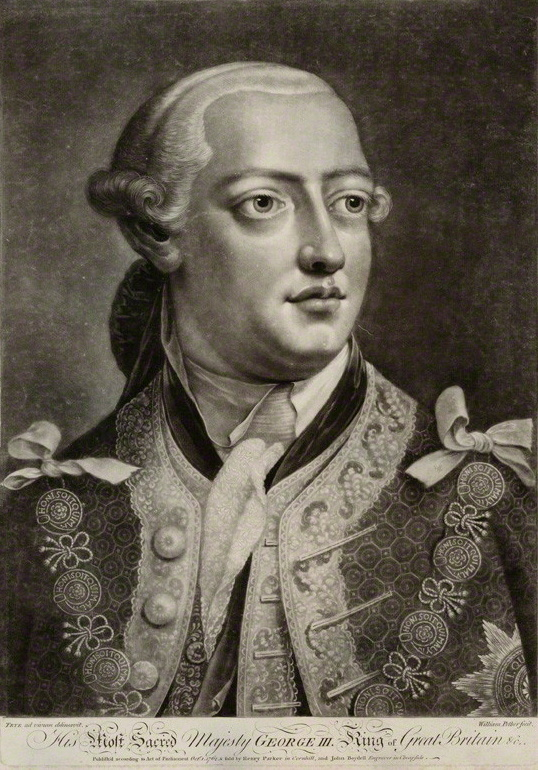
Gravură a lui George al III-lea în 1762, după o pictură de Thomas Frye.

La vârsta de 22 de ani, în discursul de investire, George a proclamat în Parlament: "Născut și crescut în această țară, sunt mândru de numele de britan". George a inserat această frază în discursul scris de Lordul Hardwicke și demonstrează dorința regelui de a se distanța de înaintașii săi germani, care erau percepuți ca având mai multă grijă de Hanovra decât de Marea Britanie.
Deși la inițial, domnia lui George a fost salutată de politicienii de toate părțile, primii ani ai domniei lui George au fost marcați de instabilitate politică, în mare măsură generată ca urmare a dezacordurilor în războiul de șapte ani. George a fost perceput ca favorizând miniștrii Tory, care a dus la denunțarea sa de către Whigs ca un autocrat.
Regele care era ostil aventurilor externe deoarece voia să instaureze o nouă politică internă și să restabilească puterea personală a regelui, imediat ce a urcat pe tron a dorit să oprească războiul cu Franța. Hotărât să-și aleagă singur miniștrii, George care îl ura pe William Pitt, l-a impus pe Lordul Bute, om cinstit, integru, dar prea puțin făcut pentru a guverna și despre care se zvonea că ar fi amantul prințesei văduve de Wales. Pacea de la Paris semnată în 1763 dădea Angliei Canada, Saint-Vincent, Dominica, Tobago și Senegal; Franța se obliga să evacueze Hanovra, Prusia și să demilitarizeze Dunkerque. Anglia îi restituia Belle-Isle, Guadelupa, Martinica, Maria-Galanta, Santa-Lucia, comptuarele comerciale franceze din India, Saint-Pierre, Miquelon și îi reda dreptul la pescuit în Terra Nova. Spaniei, care ceda englezilor Florida, Franța i-a dat în compensație Louisiana.
Pitt care ar fi dorit o pace și mai grea pentru Franța, a venit în parlament să protesteze împotriva termenilor tratatului semnat de succesorul său. Discursul de trei ore a fost grandios dar zadarnic căci tratatul a fost ratificat. Prințesa de Wales a declarat: "Acum fiul meu este regele Angliei".
După Pacea de la Paris, Lordul Bute a demisionat, permițând Whigs să revină la putere sub George Grenville.

## Problema coloniilor
Articol principal Războiul de independență al Statelor Unite ale Americii
După război a fost nevoie să se mențină în America o forță permanentă de zece mii de oameni care să facă față unei eventuale revolte a canadienilor francezi. Grenville a propus ca o treime din suma necesară pentru întreținerea armatei să fie percepută în colonii sub forma taxelor de timbru. Problema centrală pentru coloniștii nu a fost valoarea taxelor ci faptul că parlamentul ar putea percepe o taxă fără aprobarea americanilor, deoarece coloniile nu erau reprezentate în parlament. Americanii au protestat pentru că englezii avea dreptul "nici o taxă fără reprezentare", un argument pe care Londra l-a respins în numele unei reprezentări virtuale.
În 1765, Grenville a introdus Stamp Act, statornicind un drept de timbru, care îndrepta spre casieriile fiscului puținul aur pe care-l posedau coloniile. Între timp, regele exasperat de încercările lui Grenville de a-i reduce prerogativele a încercat fără succes să-l convingă pe William Pitt să accepte funcția de prim ministru. Lordul Rockingham, cu sprijinul lui Pitt și al regelui, a abrogat nepopularul Stamp Act a lui Grenville dar guvernul său a fost slab și a fost înlocuit în 1766 de Pitt, pe care George l-a numit Conte de Chatham.

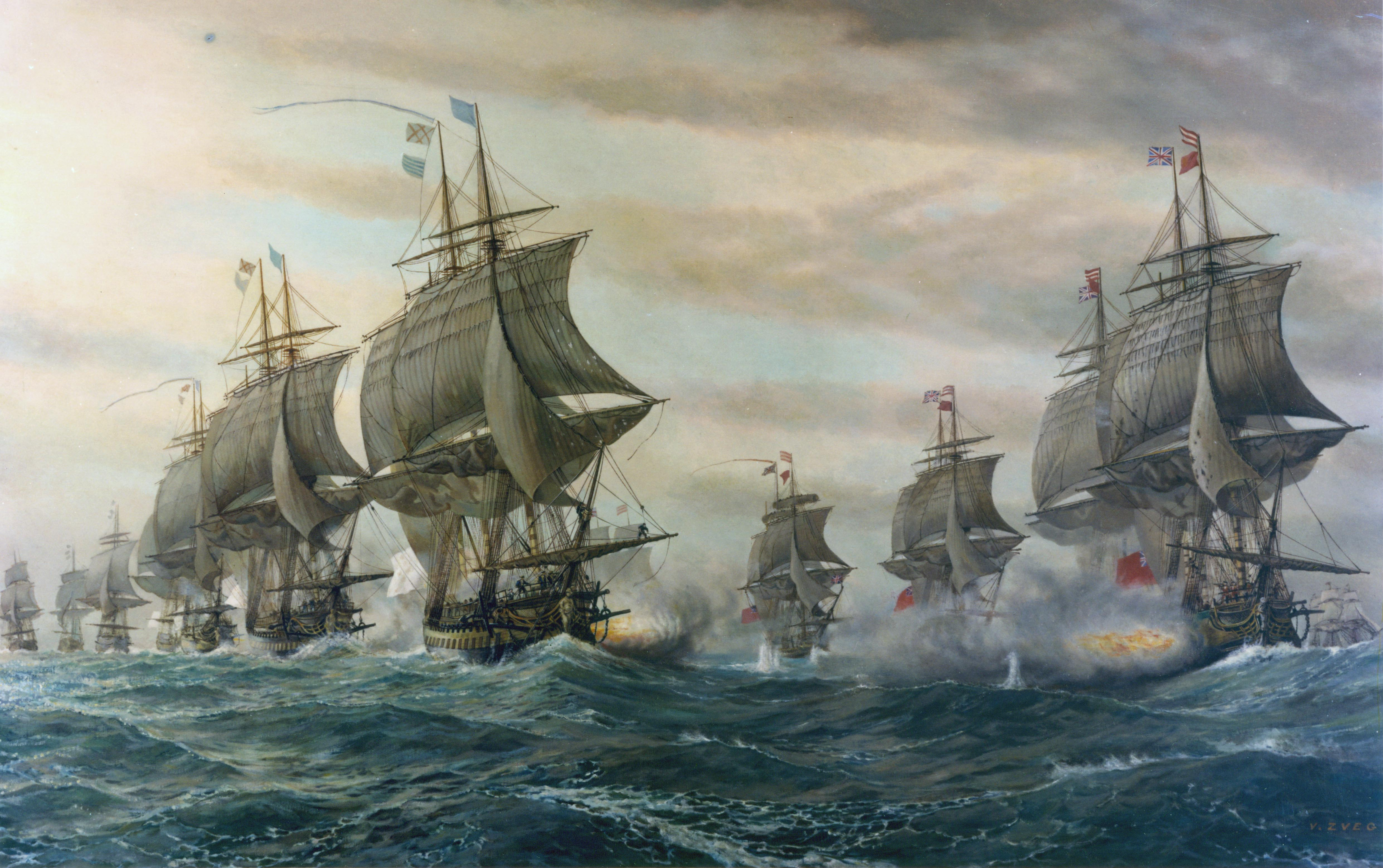
Bătălia de la Chesapeake, 1781: Linia franceză (stânga) și linia britanică (dreapta) în timpul bătăliei.

La începutul anului 1766, William Pitt cere suprimarea impozitelor pe care coloniile americane le plăteau Angliei. Mai târziu, cu o majoritate de un vot, cabinetul North hotărăște să nu mențină decât un singur impozit, acela asupra ceaiului. Americanii au refuzat să cumpere ceaiul dacă trebuia impozitat; pentru că Compania Indiilor Orientale avea stocuri mari, o navă încărcată cu ceai a pornit spre Boston. Americanii au aruncat în mare lăzile de ceai. La un an și jumătate de la afacerea Boston au început ostilitățile.
Toți experții erau de părere că în scurt timp coloniștii vor fi înfrânți. Nu aveau nici un oraș fortificat, nici un regiment disciplinat, nici un vas de război. Nici din punct de vedere financiar, nici din punct de vedere militar nu erau pregătiți să susțină un război contra Angliei. În plus, dacă Anglia nu-i mai proteja, urmau să fie expuși atacurilor din partea tuturor puterilor maritime din lume. Însă Franța, fericită să se răzbune pe tratatul din 1763, a susținut coloniștii. Flota franceză refăcută domina marea.
Succesul militar al americanilor a fost determinat de o luptă navală, lupta de la Chesapeake. Irlanda, gata și ea să se revolte, a trebuit calmată, acordându-se parlamentului din Dublin o completă independență legislativă.
Odată cu căderea Lordului North în 1782, Lordul Rockingham care era Whig a devenit prim-ministru pentru a doua oară, dar a murit în câteva luni. Regele l-a numit pe Lordul Shelburne să-l înlocuiască. Charles James Fox a refuzat să servească sub Shelburne și a cerut numirea Ducelui de Portland.
Pacea de la Versailles din 1783 a fost pentru Anglia o pace umilitoare. Ea a recunoscut independența coloniilor americane, a restituit Spaniei Minorca, Franței Saint-Pierre și Miquelon, Santa Lucia, Tobago, Goreea și Senegal. În 1785, John Adams a fost numit ambasador al Statelor Unite în Marea Britanie.
În 1783, guvernul lui Shelburne a fost înlocuit de către Coaliția Fox-North. Ducele de Portland a devenit prim-ministru, iar Fox și Lordul North secretari la Externe și Interne.

## William Pitt

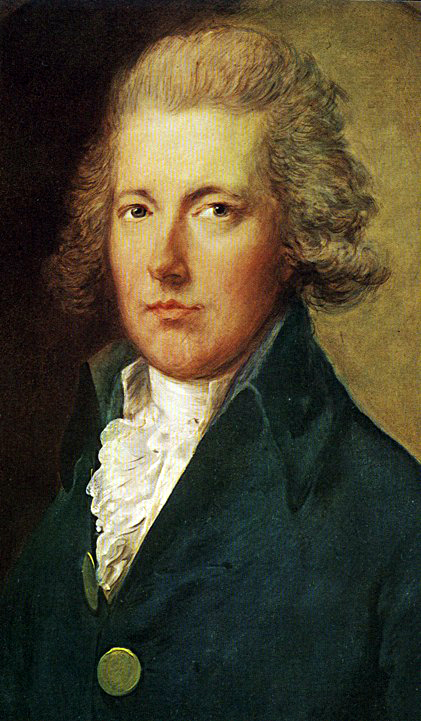
William Pitt

În decembrie 1783, cu toată împotrivirea whigi-lor, regele l-a numit pe William Pitt cel Tânăr prim ministru. Pitt în vârstă de 24 de ani va guverna Anglia mai bine de douăzeci de ani fără întrerupere și va aduce în viața politică o nouă și prețioasă calitate: puritatea.
Pentru George al III-lea, numirea lui Pitt a fost o mare victorie. A dovedit că este capabil să numească prim-miniștrii fără să urmeze majoritatea Camerei Comunelor. Pitt a făcut din tory un adevărat partid, independent de coroană, având fondurile sale electorale și programul său. A combătut corupția, a adjudecat împrumuturile celor mai puternici licitanți și a oprit creșterea datoriei publice prin înființarea unei case de amortizare.
În timpul guvernării Pitt, George al III-lea a fost extrem de popular. Poporul britanic îl admira pentru pietatea sa și pentru că a rămas fidel soției sale. Își iubea copiii și a fost devastat de moartea a doi dintre fiii săi în 1782 și 1783. Cu toate acestea, el a stabilit copiilor săi un regim strict. Ei au fost așteptați să participe la lecții riguroase de la șapte dimineața și să ducă o viață de respectarea a virtuții și a principiilor religioase.
În acest timp, sănătatea lui George s-a deteriorat. A suferit de o boală mentală, care a fost probabil un simptom al unei boli genetice, porfirie, deși acest lucru e pus în discuție.
Regele a suferit scurte episoade în 1765, însă din vara anului 1788 aceste episoade s-au lungit. În timp ce Pitt și Fox erau de acord că fiul cel mare al regelui, Prințul de Wales ar trebui să devină regent, spre consternarea lui Pitt, Fox a sugerat ca Prințul de Wales să aibă puteri depline de a acționa în numele tatălui său bolnav. Pitt, temându-se că va fi revocat din funcție în cazul în care Prințul de Wales ar avea această putere, a susținut limitarea autorității regentului. În februarie 1789, Actul de regență care urma să-l autorizeze pe Prințul de Wales ca Regent, a fost introdus și trecut de Camera Comunelor însă înainte de a fi trecut și de Camera Lorzilor, George al III-lea și-a revenit.

## Franța revoluționară

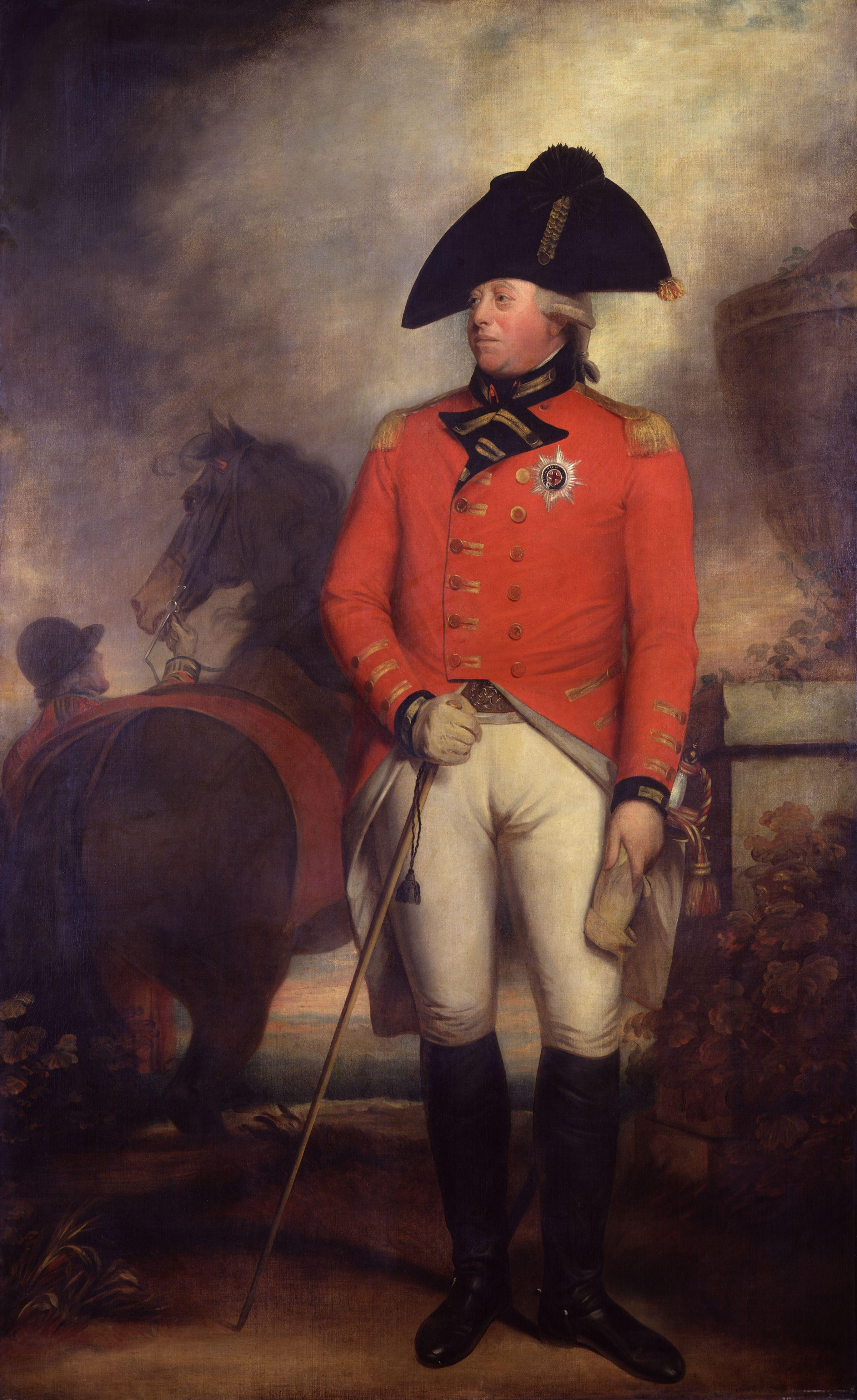
George al III-lea în 1799/1800 de Sir William Beechey.

Revoluția franceză din 1789, în care monarhia franceză a fost răsturnată, a îngrijorat mulți proprietari de pământ britanici. Chiar și Pitt a refuzat la început să ia poziție împotriva revoluției așa cum făceau suveranii de pe continent. Părerea lui era că o putere rivală avea să fie slăbită din cauza disensiunilor interne. Odată cu executarea regelui Ludovic al XVI-lea și ocuparea Belgiei, simpatiile claselor guvernante din Anglia s-au îndreptat spre monarhia răsturnată și puterile europene care atacau revoluția.
Franța a declarat război Marii Britanii în 1793, un război care va dura 20 de ani; George i-a permis lui Pitt să crească impozitele, să ridice armatele și să suspende habeas corpus. La început, Anglia ia apărarea aliaților olandezi. Apoi, începând cu momentul în care Napoleon domină scena, obiectivul Angliei este înfrângerea cuceritorului care amenința să distrugă  în Europa "echilibrul puterii". Începutul războiului a fost nefericit pentru Anglia. Pe mare, spaniolii și olandezii s-au alăturat francezilor iar Anglia era exclusă din Mediterana. Marinarii din flota engleză s-au răsculat ațâțați de ideile de egalitate predicate în Europa. În 1797 câteva echipaje i-au alungat pe ofițeri și au arborat steagul roșu.
Înainte de toate Anglia urmărește supremația pe mare. Și o obține pentru că are o marină puternică și un corp de excelenți amirali: Hood, Jarvis, Nelson, care au dobândit cu toții, în războiul cu America, experiența luptelor navale.
Parlamentele britanic și irlandez au trecut Act of Union din 1800, care a dus ca la 1 ianuarie 1801, Marea Britanie și Irlanda să se unească într-o singură națiune, cunoscută drept Regatul Unit al Marii Britanii și al Irlandei. George a profitat de ocazie ca să renunțe la cererea la tronul Franței, pe care suveranii englezi și britanici au menținut-o din timpul domniei lui Eduard al III-lea. S-a sugerat ca George să adopte titlul de "împărat al Insulelor Britanice", dar el a refuzat.
În 1801, Pitt neputând obține acordul regelui pentru admiterea catolicilor irlandezi în parlament, a părăsit puterea. Henry Addington care i-a urmat, a dus tratative și a semnat pacea de la Amiens din 1802, o gravă înfrângere diplomatică a Angliei. De fapt, nimeni n-a respectat tratatul și în 1803 ostilitățile au fost reluate.
După faimoasa victorie engleză în Bătălia de la Trafalgar, ultima mare bătălie a corăbiilor cu pânze, în cursul căreia a murit Nelson, Anglia a devenit stăpâna de necontestat a mărilor. În 1804, George a fost din nou afectat de boala sa; după ce și-a revenit, Addington a demisionat iar Pitt a revenit la putere. Pitt s-a concentrat pe formarea unei coaliții cu Austria, Rusia și Suedia. Totuși, această A Treia Coaliție a avut aceeași soartă ca Prima și A Doua Coaliție, prăbușindu-se în 1805.
 
Rusia, Prusia și Austria, după bătălia de la Leipzig (octombrie 1813) l-au respins pe Napoleon până-n Franța unde împăratul s-a văzut constrâns să abdice (1814). În timp ce aliații discutau la Congresul de la Viena soarta Franței, Napoleon care fusese exilat pe insula Elba s-a întors, i-a alungat pe bourboni și a pornit în marș asupra Bruxelles-ului.
Wellington, cu o mică armată anglo-germană, l-a învins la Waterloo (1815).

## Ultimii ani

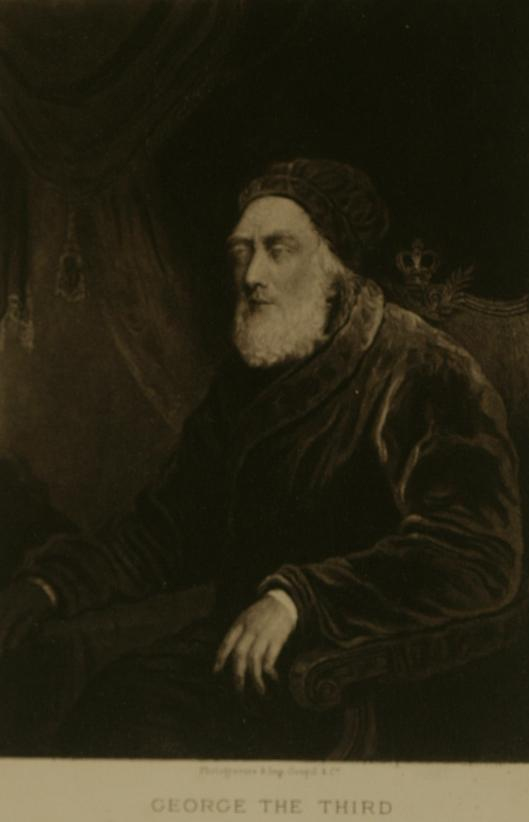
George al III-lea în ultimii ani ai vieții.

La sfârșitul anului 1810, la înălțimea popularității sale, dar deja aproape orb, cu cataractă și cu dureri reumatice, George al III-lea a devenit periculos de bolnav. În opinia sa, boala a fost declanșată de stresul suferit la moartea fiicei sale preferate, Prințesa Amelia. El a acceptat că este nevoie de Actul de Regență din 1811, iar Prințul de Wales a fost regent pentru restul vieții regelui George al III-lea. La sfârșitul anului 1811, George al III-lea a devenit nebun permanent și a trăit în izolare la Castelul Windsor până la moartea sa.
Spencer Perceval a fost asasinat în 1812 (singurul prim ministru britanic care a avut o astfel de soartă) și a fost înlocuit de Lordul Liverpool. Liverpool a supervizat victoria britanică în războaiele napoleoniene. Congresul de la Viena a dus la câștiguri semnificative teritoriale pentru Hanovra, care a fost ridicat de la rangul de electorat la cel de regat.
În acest timp sănătatea lui George s-a deteriorat. A suferit de demență, a devenit orb și surd. Era incapabil să știe sau să înțeleagă că a fost declarat rege al Hanovrei în 1814 sau că soția sa a murit în 1818. După Crăciunul din 1819 a vorbit fără sens timp de 58 de ore iar ultimele câteva săptămâni din viața sa nu a putut să meargă. A murit la Castelul Windsor la 8:38 p.m. la 29 ianuarie 1820, la șase zile după moartea celui de-al patrulea fiu al său, Ducele de Kent.
Fiul său favorit, Frederic, Duce de York, a fost lângă el. George al III-lea a fost înmormântat la 16 februarie la Castelul Windsor.
George a fost succedat de doi dintre fiii săi: George al IV-lea și William al IV-lea. Ambii au murit fără să lase moștenitori legitimi în viață, lăsând tronul nepoatei lor, Victoria, ultimul monarh al Casei de Hanovra și singurul copil legitim al Ducelui de Kent.
George al III-lea a trăit 81 de ani și 239 de zile și a domnit 59 de ani și 96 de zile: a avut atât viața cât și domnia cea mai lungă față de orice predecesor al său. Numai nepoata sa, regina Victoria, și stră-stră-strănepoata Elisabeta a II-a i-au doborât recordul.

## Titluri, onoruri și arme
| See adjacent text                                     |
| Stema de arme din 1751 până în 1760 ca Prinț de Wales |

| See adjacent text                                             |
| Stema de arme din 1760 până în 1801 ca rege al Marii Britanii |

| See adjacent text                                             |
| Stema de arme din 1801 până în 1816 ca rege al Regatului Unit |

| See adjacent text                              |
| Stema de arme folosită din 1816 până la moarte |